# Rollright Stones

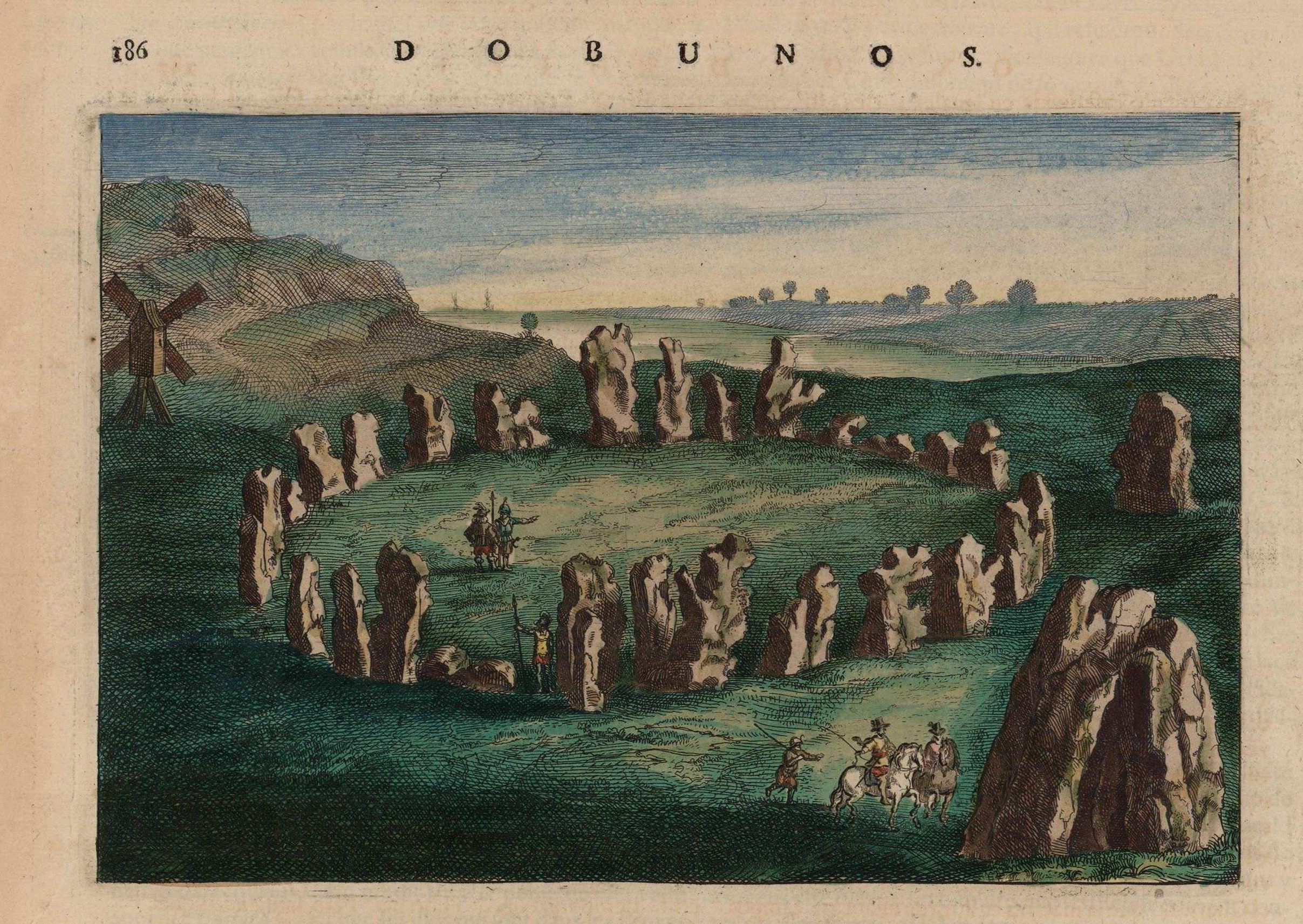
Il complesso in un disegno del 1645-1662 ca.

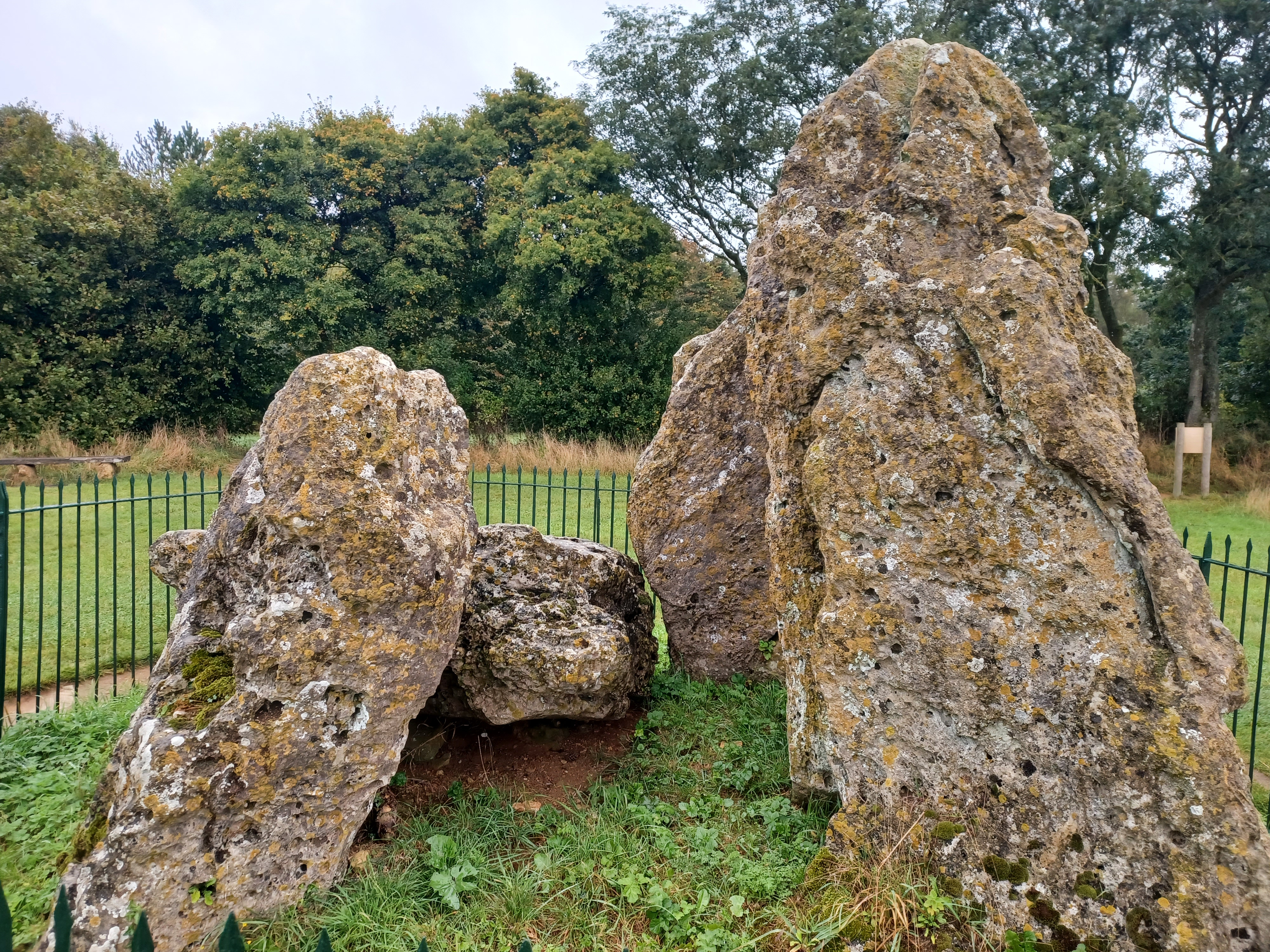
The Whispering Knights

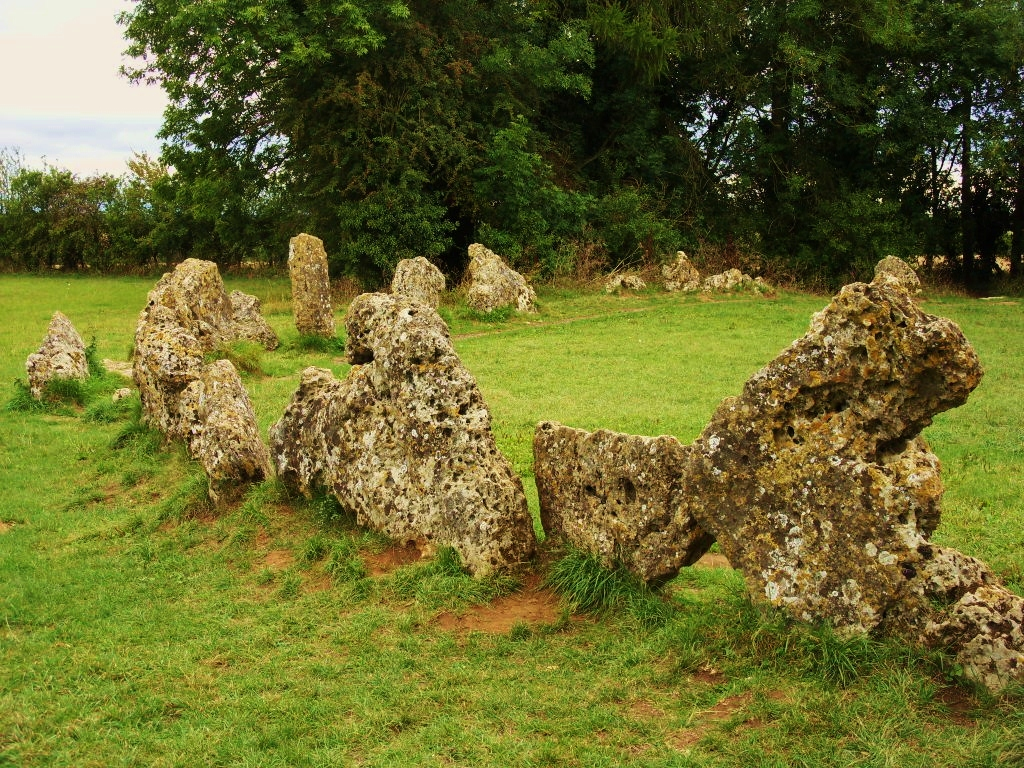
The King's Men

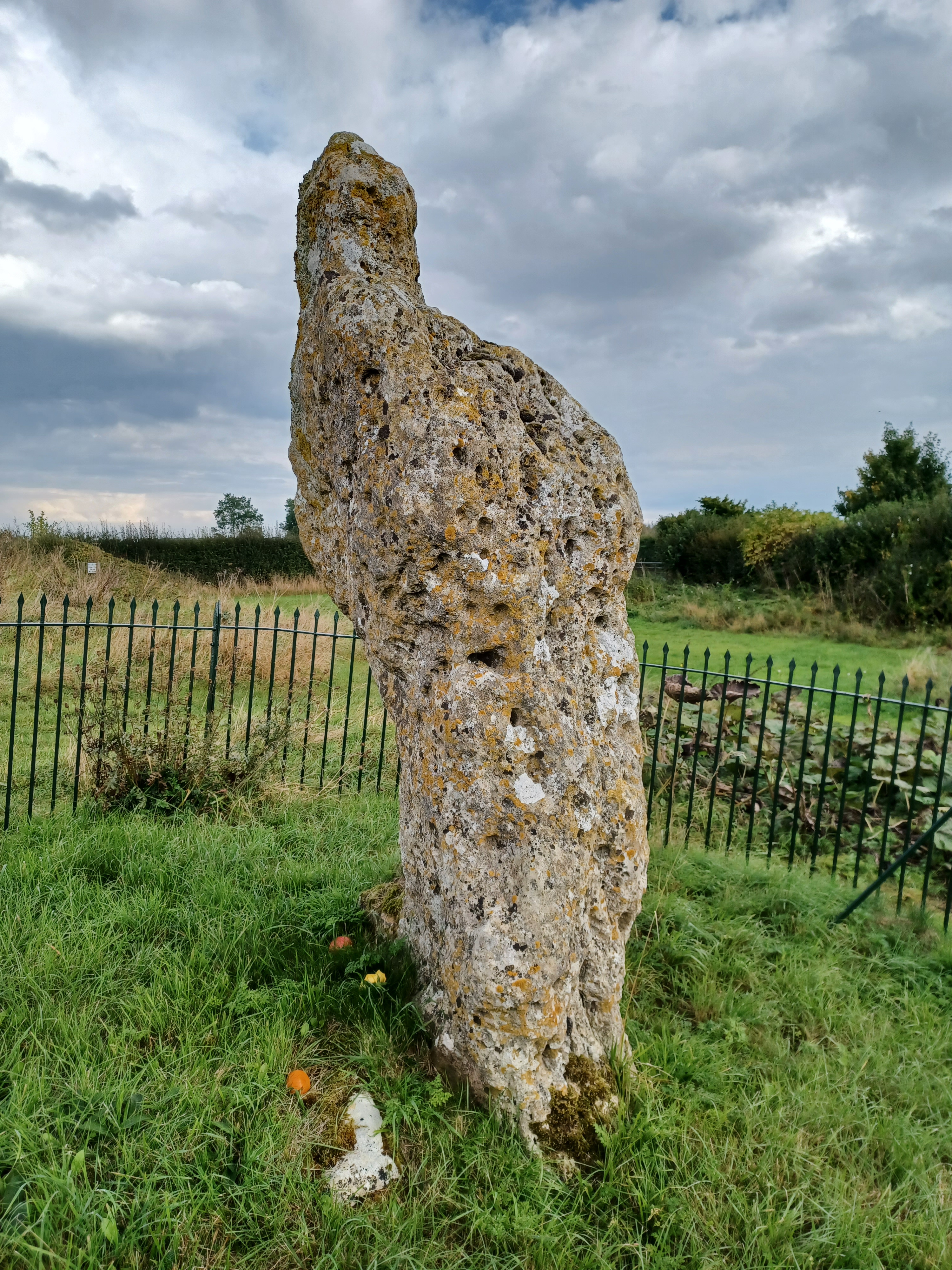
The King Stone

Le Rollright Stones sono un complesso archeologico situato nei pressi dei villaggi inglese di Long Compton, nell'area delle Cotswolds, al confine tra le contee del Warwickshire e dell'Oxfordshire, e costituito da tre attigui monumenti megalitici risalenti al Neolitico e all'Età del Bronzo (3800-1500 a.C.): si tratta di un dolmen noto come "The Whispering Knights" (l'elemento più antico), di un cerchio di pietre noto come "The King's Men" e di una pietra nota come "The King Stone" (l'elemento più recente).
È uno dei primi siti del Regno Unito ad essere stato inserito nella lista dei monumenti protetti.

## Origini del nome
Secondo un'ipotesi, il nome Rollright sarebbe formato dal nome proprio Hrolla e dal termine anglosassone landriht, ovvero "proprietà", e significherebbe quindi "proprietà di Hrolla". Secondo un'altra ipotesi, sarebbe invece formato dai termini celtici rodd, land e ricc e significherebbe "arena circolare (="cerchio di pietre") nei pressi di una gola".

## Storia
Il sito venne menzionato per la prima volta da William Camdem, un antiquario vissuto tra il XVI e il XVII secolo.
Successivamente, venne nuovamente menzionato nel corso del XVII secolo da John Aubrey e Robert Plot. Quest'ultimo aggiunse alla propria descrizione un disegno del sito realizzato da David Logan. 
Il sito venne poi descritto nel corso del XVIII secolo dallo studioso William Stuckeley, che fece notare come i megaliti fossero "corrosi come piante intaccate da parassiti".
Nel 1882, venne operata una parziale opera di restauro del sito.

## Descrizione

### I tre monumenti megalitici
I tre monumenti megalitici sono realizzati in calcare di oolite ricavato dalle rocce delle colline delle Cotswolds.

#### The Whispering Knights
Il monumento più antico è The Whispering Knights, un dolmen realizzato agli inizi del Neolitico, tra il 3800 a.C. e il 3500 a.C.  Questa camera sepolcrale sarebbe stata realizzata dai primi abitanti dell'area e sarebbe stata utilizzata per numerose sepolture fino all'Età del Bronzo.
A questo dolmen sono legate varie leggende.

#### The King's Men
The King's Men è un cerchio di pietre realiizzato nel tardo Neolitico, intorno al 2500 a.C.
Il cerchio è composto da 70 pietre, anche se in origine doveva comprenderne 105. Il cerchio ha una circonferenza di 31 metri e le pietre che lo compongono raggiungono un'altezza massima di 9 piedi.
Si ipotizza che il cerchio sia stato realizzato nel giro di un mese da una ventina di persone, che, per spostare e sollevare le pietre si sarebbero serviti di leve in legno, corde in legno e corna.

#### The King Stone
The King Stone è il monumento megalitico più recente del complesso: si tratta di una pietra risalente a un periodo compreso tra il 1800 e il 1500 a.C. nella tarda età del Bronzo. The King Stone contrassegnava una fossa adibita a sepoltura.

### The Rollright Witch
Vicino ai tre monumenti megalitici si trova poi "The Rollright Witch", una moderna scultura realizzata con rami intrecciati di salice, edera e nocciole da David Gosling, uno scultore originario di Banbury, e che si rifà a una leggenda secondo cui una strega avrebbe trasformato un sovrano in pietra (v. sezione "Leggende").

## Leggende
Una leggenda, comune ad altri cerchi di pietre del Regno Unito, dice che, se si prova a contare le pietre che compongono il sito, si otterrà sempre un risultato diverso.
Un'altra leggenda, risalente al XVI secolo racconta di una donna, che si rivelerà poi essere una strega, che interroga un re giunto nell'Oxfordshire con cinque cavalieri e con un gruppo di soldati con lo scopo di conquistare l'Inghilterra, prima di trasformare lui e i suoi uomini in pietra.
Secondo un'altra leggenda, la sera della vigilia di Capodanno, le pietre che compongono il dolmen "The Whispering Knights" scenderebbero la collina per bere dal ruscello sottostante. Un'altra leggenda racconta di come, in un tempo lontano, alcune persone del luogo, con l'aiuto di ventiquattro cavalli, avrebbero tentato di trasportare fino al ruscello sottostante la pietra più alta del sito: il tentativo sarebbe però fallito e la pietra sarebbe così stata ricollocata nella sua posizione originaria.